# Serie A1 1957/58
Die Saison 1957/58 war die 24. Spielzeit der Serie A1, der höchsten italienischen Eishockeyspielklasse. Meister wurde der Milan Inter HC.

## Modus
Die sechs Mannschaften absolvierten in der Hauptrunde jeweils zehn Spiele. Der Erstplatzierte der Hauptrunde wurde Meister. Für einen Sieg erhielt jede Mannschaft zwei Punkte, bei einem Unentschieden gab es einen Punkt und bei einer Niederlage null Punkte.

## Hauptrunde
|    | Klub               | Punkte |
| -- | ------------------ | ------ |
| 1. | Milan Inter HC     | 18     |
| 2. | SG Cortina         | 15     |
| 3. | HC Bozen           | 12     |
| 4. | Scoiattoli Bolzano | 8      |
| 5. | HC Auronzo         | 5      |
| 6. | HC Ortisei         | 0      |

## Meistermannschaft
Giancarlo Agazzi – Mario Bedogni – Vittorio Bolla – Giampiero Branduardi – Alfredo Coletti – Ernesto Crotti – Aldo De Zordo – Salvatore Guccione – Igino Larese-Fece – Gino Loffredo – Paolo Marchi – Paolo Mazza – Tito Mazza – Gilberto Nardi – Gerry Watson